# Gulli (Rosja)
Gulli (ros. Гулли) – wieś w Rosji, w Dagestanie, w rejonie kajtagskim. W 2010 liczyła 2056 mieszkańców, głównie Dargijczyków.